# Andrei Dmitrijewitsch Gratschow
Andrei Dmitrijewitsch Gratschow (russisch Андрей Дмитриевич Грачёв, in englischer Transliteration Andrej Dmitrievich Grachev, * 10. Augustjul. / 23. August 1900greg.; † 24. April 1964) war ein sowjetischer Raketeningenieur.

## Leben
Gratschow arbeitete zunächst am gasdynamischen Laboratorium in Leningrad und dann am  Experimental-Konstruktionsbüro OKB an der Entwicklung von Flüssigtreibstoffen für Raketenantriebe, insbesondere für die Wostok-Raketen.
Gratschow war in der Stalin-Ära bis 1942 inhaftiert. Das geht aus einer Akte hervor, in der der NKWD-Chef Lawrenti Beria befürwortet, den inhaftierten Alexei Dmitrijewitsch Tscharomski sowie acht weitere inhaftierte Mitarbeiter, die erfolgreich an Dieselmotoren gearbeitet hatten, vorzeitig aus der Haft zu entlassen und zu rehabilitieren, womit Stalin einverstanden war. Auf der Liste dieser acht weiteren Häftlinge steht der Name Gratschow.
Im Jahre 1970 benannte die IAU den Mondkrater Grachev offiziell nach Andrei Dmitrijewitsch Gratschow.